# Virginie Despentes
Virginie Despentes (francês: [depɑ̃t]; Nancy, 13 de junho de 1969) é uma escritora, romancista e cineasta francesa. É conhecida pelo seu trabalho sobre género, sexualidade e pessoas que vivem à margem da sociedade.

## Obra
O trabalho de Despentes é um inventário da marginalização dos jovens; debruça-se sobre a revolução sexual vivida pela geração X e a aclimatação da pornografia em espaços públicos por meio de novas técnicas de comunicação. Com uma exploração transgressora dos limites da obscenidade, como romancista ou cineasta, Despentes propõe a crítica social e um antídoto para a nova ordem moral. Os seus personagens lidam com a miséria e a injustiça, a violência autoimposta, as drogas e da agressão contra terceiros, como no caso do estupro ou do terrorismo, um tipo de agressões de que ela também foi vítima. É uma das autoras francesas mais populares da atualidade. "Despentes is a legend in France, especially among young women. Much of this reputation rests on her first novel, Baise-moi (1994)"</ref> O seu livro Teoria King Kong é utilizado em cursos de estudos de género e "frequentemente aconselhado às mulheres da geração do milénio como uma recomendação de um mentor fixe, pouco mais velho." Durante anos, depois da publicação do seu romance Rape Me, em 1993, Despentes foi retratada pelas instituições literárias francesas como uma intrusa ou enfant terrible, e recebeu críticas tanto da esquerda como da direita. Trabalhos posteriores, como Apocalypse Bébé (2010) e a trilogia Vernon Subutex (2015–17) receberam muitas críticas positivas.

## Vida e carreira
Virginie Despentes (nome artístico de Virginie Daget) nasceu em 1969 e cresceu em Nancy, França, no seio de uma família da classe trabalhadora. Os seus pais eram funcionários dos correios. Aos quinze anos, foi internada pelos seus pais num hospital psiquiátrico contra a sua vontade. Mais tarde, comentaria: "Agora tenho a certeza de que nunca teria sido internada se tivesse nascido rapaz. As travessuras que me levaram a uma ala psiquiátrica não foram tão assim tão selvagens." Aos dezessete anos, Despentes deixou a casa familiar e os estudos. O que lhe agradava, enquanto adolescente, era pedia boleia e seguir bandas de rock.
Enquanto andava à boleia com um amigo, quando tinha dezessete anos, Despentes foi ameaçada por violada por três homens jovens, sob ameaça de uma espingarda. Tinha um canivete no bolso, mas teve medo de o utilizar para sua defesa.
Despentes foi morar para Lyon, onde trabalhou como empregada doméstica, prostituta em salas de massagem e peep shows, empregada de loja de discos, jornalista freelance de rock e crítica de cinema pornográfico.
Em 1994, publicou Baise-moi, o seu primeiro livro, que conta como duas se tornaram assassinas em série  depois de uma delas ter sido violada por um grupo de homens. Para o livro, utilizou o pseudónimo "Despentes", inspirado em La Croix-Rousse, o seu antigo bairro em Lyon. O bairro era acidentado morfologicamente e "pente" significa "colina" em francês. Optou por escrever sob pseudónimo para não envolver a sua família na publicação do livro.
Posteriormente, Despentes mudou-se para Paris. Em 2000, realizou o seu primeiro filme, Baise-moi, uma adaptação do seu romance, tendo como co-realizadora a ex-atriz pornográfica Coralie Trinh Thi. O filme foi protagonizado por Karen Lancaume e Raffaëla Anderson. Baise-moi é um exemplo contemporâneo de filmes de violação e vingança, um tipo de filmes a que se chama de explotation. Tal como o romance de 1993, a adaptação ao cinema também gerou grande controvérsia.

Ao falar da sua vida e obra, Despentes explicou:
Tornei-me uma prostituta e andei pelas ruas com tops decotados e sapatos de salto alto, sem dar explicações a ninguém, e guardei e gastei cada centavo que ganhei. Apanhei boleia, fui violada, voltei a apanhar boleia. Escrevi um primeiro romance e publiquei-o com o meu nome próprio, que é claramente feminino, sem imaginar por um segundo que, depois lançado, me dariam incessantemente sermões sobre todos os limites que nunca devem ser ultrapassados... Eu queria viver como um homem, por isso, vivi como um homem.

## Recepção
Em 2018, Lauren Elkin explicou a sua antipatia inicial por Despentes e por outros escritores, como Kathy Acker, escrevendo sobre Rape Me, "Havia uma raiva e um sarcasmo na escrita dela que me afastaram. Sentia demasiada empatia por [Séverine] para poder troçar dela. Despentes limitar-se a avaliar Séverine superficialmente, e pareceu-me uma traição ao dever do romancista de mostrar alguma humanidade nas páginas dos seus livros. [...] O livro lê-se como se Despentes tivesse alguma conta pessoal por ajustar com alguma mulher fantasma dos bastidores do enredo. [...] Pareceu-me que Acker e Despentes estavam a pôr-se em bicos de pés, tentando provar que podiam escrever de forma tão feia e agressiva como os homens". Elkin também comentou que os críticos também "ridicularizavam Despentes por não ter um 'estilo literário'" e elogiou muito os livros posteriores de Despentes, Pretty Things, King Kong Theory e Vernon Subutex, dizendo que Pretty Things "refuta perversamente o estereótipo da rapariga francesa chique e expõe a farsa que existe no cerne da feminilidade. E mostra a nossa cumplicidade, masculina e feminina, individual e corporativa, em manter viva essa farsa da feminilidade." Pretty Things também foi elogiada por vários críticos anglo-saxónicos, após a tradução de Emma Ramadan.
Anthony Cummins, na sua análise crítica a Vernon Subutex 3, escreveu que "a verdadeira energia do romance, que é qualquer coisa entre uma opinião editorial adversa e standup sem graça, está na forma como Despentes se neutraliza pessoalmente para deixar que a história se desenrole através dos pensamentos dos seus mais de 20 personagens [...] é uma história sombria sobre como a violência se pode transformar em divertimento para obtenção de lucros. Pode ser cansativo, mas também é revigorante, e não há nada parecido de momento."

## Obra

### Romances
- Baise-moi . 1993; Grasset, 1999,ISBN 978-2-246-58711-8
  - Baise-Moi (Fuck Me). [S.l.]: Grove Press. 2002. ISBN 978-0-8021-3870-5
- Les Chiennes savantes. Éditions J'ai lu, 1997
- Les Jolies choses. Éditions J'ai lu, 2008,ISBN 978-2-290-35012-6
  - Pretty Things, traduzido para o inglês por Emma Ramadan, The Feminist Press at CUNY, 2018,ISBN 978-1936932276
- Mordre au travers, 1999.
- Teen spirit. 2002, Éditions J'ai lu, 2004,ISBN 978-2-290-32987-0
- Trois étoiles, 2002.
- Bye bye Blondie: roman, Grasset, 2004,ISBN 978-2-246-64891-8
- King Kong théorie, Grasset, 2006
  - King Kong Theorie, Berlin Verlag, 2007,ISBN 978-3-8270-0755-1
  - King Kong Theory. [S.l.]: Serpents Tail. 2009. ISBN 978-1-84668-642-9; Tradutora Stéphanie Benson, Feminist Press, 2010,ISBN 978-1-55861-657-8
- Apocalypse Bébé, 2010.
- King Kong Theory - traduzida para o inglês (Feminist Press 2010)
- Apocalypse Baby - traduzido para o inglês (Feminist Press 2015)
- Vernon Subutex: Volume 1 (2015 - publicado em inglês pela MacLehose Press 2017, traduzido por Frank Wynne)
- Vernon Subutex: Volume 2 (Éditions Grasset, 2015 - publicado em inglês pela MacLehose Press 2018, traduzido por Frank Wynne)
- Vernon Subutex: Volume 3 (Éditions Grasset, 2017)
- Pretty Things (Les Jolies Choses, Éditions Grasset, 1998) publicado em inglês pela The Feminist Press, traduzido por Emma Ramadan, 2018.

### Contos
- "C'est dehors, c'est la nuit", Recueil collectif Dix (Grasset/Les Inrockuptibles, 1997).
- Mordre au travers, recueil de nouvelles, (Librio, 1999).
- "Toujours aussi pute", Revue Bordel, n ° 2, (Flammarion, 2004).
- "Putain, je déteste le foot...", biografia de Lemmy Kilmister do grupo Motörhead, Rock & Folk, n ° 444, 2004.
- Um romance na coletânea Des nouvelles du Prix de Flore (Flammarion, 2004).
- "I put a spell on you", Revista Psychologies, Hors série "Les Secrets de l'érotisme", 2009.